# 40706 Milam
40706 Milam è un asteroide della fascia principale. Scoperto nel 1999, presenta un'orbita caratterizzata da un semiasse maggiore pari a 2,9003583 au e da un'eccentricità di 0,1161726, inclinata di 18,07755° rispetto all'eclittica.